# Dewoitine D.750
Il Dewoitine D.750 fu un aereo militare multiruolo bimotore e monoplano ad ala bassa sviluppato dal consorzio aeronautico francese Société nationale des constructions aéronautiques du Midi (SNCAM) nei tardi anni trenta e rimasto allo stadio di prototipo.
Realizzato per ricoprire i ruoli di bombardiere/silurante o aereo da ricognizione imbarcato nelle future portaerei Classe Joffre della Marine nationale, la Joffre e la Painlevé mai costruite; benché il velivolo si fosse rivelato promettente, il suo sviluppo venne interrotto dallo scoppio della seconda guerra mondiale.

## Utilizzatori
Francia
- Aéronautique navale

utilizzato solo per prove di valutazione.

### Pubblicazioni
- Dewoitine D.750, in Aerei da guerra, Ginevra - Novara, Edito Service S.A. - Istituto Geografico De Agostini, 1993.